# 陳選 (嘉靖進士)
陳選（1526年—1567年），字民秀，號昇峰，福建泉州府晉江縣人，民籍，明朝政治人物。

## 生平
乙卯科（1555年）福建鄉試第四名舉人。嘉靖三十五年（1556年）中式丙辰科二甲第八十九名進士。刑部观政，授刑部主事，历升员外、郎中，四十三年升江西临江府知府，隆慶元年卒。

## 家族
曾祖陳襲；祖父陳篤；父陳寬，封刑部主事；母鄭氏，贈安人。兄嘉謀（陰陽官）、奇謀、弟键（生员）、會、簡、銘（生员）、騰、述。